# The Dalles
La ville de The Dalles est le siège du comté de Wasco dans l’État de l'Oregon, aux États-Unis. Le nom de la localité provient du mot français dalle. La population était de 16 010 habitants lors du recensement de 2020.

## Géographie
La superficie de la localité est de 14,4 km2, dont 0,8 km2 couvert d'eau (5,23 %).

## Histoire
En 1984 y a eu lieu une attaque bioterroriste sous la forme d'une intoxication alimentaire délibérée.